# Макроже
Макроже е езиково семейство, включващо езиковата група же и родствените с нея езици, повечето от които днес са изчезнали. Езиците макроже се говорят от няколко десетки хиляди души от коренното население на Бразилия и съседните части на Боливия.